# حلزون‌ماهی راس
حلزون‌ماهی راس (نام علمی: Pseudonotoliparis rassi) نام یک گونه از تیره حلزون‌ماهی است.